# Börje Haraldsson
Börje Soini Haraldsson, född 14 oktober 1957 i Borås, är en svensk läkare och forskare som är känd för sitt arbete med njursjukdomar. Från 2001 till 2015 hade han en av landets tre professurer i njurmedicin i Göteborg. Han är verkställande direktör vid Oncorena AB och professor i fysiologi vid Sahlgrenska akademin vid Göteborgs universitet. Han är också Fellow i American Society of Transplantation (FAST) och American Society of Nephrology (FASN).

## Uppväxt och utbildning
Efter att ha avslutat sin gymnasieutbildning på Bäckängsgymnasiet i Borås började han läkarutbildningen vid Göteborgs universitet 1976. Där avlade han medicine doktorsexamen 1982 och doktorsexamen 1986, under ledning av Bengt Rippe och Björn Folkow. Hans avhandling har titeln "Physiological studies of macromolecular transport across capillary walls".

## Karriär
Under sina doktorandstudier började Haraldsson sin kliniska karriär som deltidsläkare på akutmottagningar i Borås, Vänersborg, Bäckefors och Lysekil. Han avslutade sin praktik på Mölndals sjukhus 1989 och var sedan verksam som ST-läkare på Sahlgrenska universitetssjukhuset, för att senare tjänstgöra som specialistläkare fram till 2000, och som överläkare fram till 2014.
År 1998 erhöll han en docentur i fysiologi vid Göteborgs universitet. 1995 tillträdde han en tjänst som forskare i integrativ fysiologi. Efter en extern granskning upprätthöll han professuren i nefrologi i Göteborg från 2001 till 2015. Under denna tidsperiod hade han även andra ledningsuppdrag som avdelningschef, ledamot av universitetsstyrelsen och vicedekan för Sahlgrenska akademin vid Göteborgs universitet.
År 2015 avgick Haraldsson från sin kliniska professur för att arbeta på Novartis i Schweiz.
Haraldsson fick en anställning som direktör vid Novartis Institute of Biomedical Research (NIBR). Efter att ha arbetat där som translationell medicinexpert på ATI-avdelningen i tre år blev han Global Program Head inom immunologi, hepatologi och dermatologi (IHD) 2018. 2022 lämnade han Novartis för att bli forskningschef.
Haraldsson är grundare av fyra bolag: Hand i Hand, Soinial AB, Oncorena AB och Creorena AB.

## Forskning
Haraldsson har i sin forskning fokuserat på njursjukdomar, särskilt egenskaperna hos den glomerulära barriären som är avgörande för kroppens homeostas och överlevnad. Hans kliniska expertis inkluderar behandling av inflammatoriska njursjukdomar, högt blodtryck och kronisk njursvikt, inkluderande hemodialys, peritonealdialys och transplantation. Hittills har Haraldsson arbetat utifrån syftet att utveckla ett nytt läkemedel som potentiellt kan bota utbredd njurcancer.

### Nya tekniker för att bedöma permeabiliteten i olika organ
Haraldsson introducerade flera modeller och tekniker för att utforska permeabiliteten i olika organ. Tillsammans med Bengt Rippe utvecklade han tvåporsmodellen för utbyte av ämnen över de tunna kapillärväggarna i olika organ, senare treporsmodellen för utbyte av vatten och däri lösta ämnen över kapillärväggar. De presenterade nya insikter om fenestrerade kapillärer i bukspottkörteln och spottkörtlar som tidigare ansågs "läcka" proteiner. Haraldsson, Rippe och Folkow visade att dessa kapillärer har liknande permselektivitet som kontinuerliga kapillärer.
Han ansåg att endotelcellytskiktet (ESL) var den viktigaste bidragsgivaren i samband med den glomerulära barriären. I en studie genomförd år 1986 diskuterade han tillämpningen av plasmaglykoprotein orosomucoid för att reglera de dynamiska egenskaperna hos den glomerulära kapillärväggen genom att minska permeabiliteten mot makromolekyler. Han utvecklade en datormodell för individualiserad terapi av patienter med PD, och ansåg total porarea över diffusionsavstånd (A(0)/Deltax) vara den signifikanta parametern för att beskriva utbyte över bukhinnan.

### Förståelse av den glomerulära barriären och dess komponenter
Haraldssons forskargrupp publicerade en serie artiklar med fokus på förståelsen av den glomerulära barriären, dess egenskaper och rollen hos dess enskilda komponenter.  År 2003 genomförde han och Jeansson den första funktionella studien av glomerulär storlek och laddningsselektivitet hos möss, för att utforska den kontroversiella frågan om glomerulär permselektivitet hos djur som utsätts för glukosaminoglykannedbrytande enzymer, hyaluronidas och heparinas. Det konstaterades att polysackaridrika strukturer, såsom endotelcellbeläggningen, är nyckelkomponenter i den glomerulära barriären.
Med utgångspunkt i William Deens arbete utvecklade Haraldsson den första enhetliga heterogena laddade fibermodellen, samtidigt som den införlivade effekterna av ämnens storlek och laddning. Han visade tillsammans med medarbetare också hur ESL:s struktur kan påverkas av enzymer, ischemi-reperfusionsskada eller jonstyrka, vilket orsakar proteinuri. Han studerade interaktionen mellan podocyter, endotelcellerna och deras ESL och presenterade tillstånd med störd kommunikation som orsakade proteinuri. År 2014 beskrev han tillsammans med sina kollegor i New York den ömsesidiga kommunikationen mellan podocyter och endotelceller i ett samodlingssystem och de betonade vidare att segmentell glomeruloskleros utvecklas som ett resultat av podocyt-endotelial kommunikation medierad av EDN1/EDNRA-beroende mitokondriell dysfunktion.

### Svampgift mot njurcancer
Orellanin är den aktiva substansen hos vissa giftiga svampar som till exempel Cortinarius orellanus, Cortinarius rubella och Cortinarius speciosissimus. Det är känt i litteraturen att accidentellt intag av dessa svampar ger upphov till en permanent njurskada utan att andra organ tycks påverkas. Samtidigt som han fokuserade sina studier på orellanin, introducerade Haraldssons grupp HPLC-ESI-MS/MS-metoden för att mäta orellanin vid låga koncentrationer inom det terapeutiska intervallet i blodserum. Senare publicerade forskargruppen långsiktiga kliniska resultat för patienter som förgiftats av svampnefroxitoxinet orellanin. Deras studier föreslog också användningen av orellanin för att eliminera humana njurcancerkarcinom med dess ytterst organspecifika cytotoxiska egenskaper. En klinisk studie för att studera orellanins eventuella effekter på patienter med metastaserad njurcancer och dialyskrävande njursvikt har påbörjats.

## Priser och utmärkelser
- 1999 - Göteborgs universitets stora pedagogiska pris
- 2009 - Mottagare av "Guldtackan" för bidrag till Läkarstudenterna
- 2018 - Novartis VIVA Award for exceptional research contributions